# Vizore
Vizore so naselje v Občini Vojnik.

## Prebivalstvo
Etnična sestava 1991:
- Slovenci: 104 (92,9 %)
- Hrvati: 1
- Madžari: 1
- Ostali: 2
- Neznano: 4 (3,6 %)